# Вейа
Ве́йа (ест. Veia küla) — село в Естонії, у волості Сааре повіту Йиґевамаа.

## Населення
Чисельність населення на 31 грудня 2011 року становила 29 осіб.

## Географія
Село розташоване на відстані приблизно 8 км на північний захід від волосного центру Кяепи.
Через Вейа проходить автошлях 133 (Паламузе — Вейа — Отса).
Через село тече річка Куллавере (ест. Kullavere jõgi).